# Herings färgteori
Herings färgteori eller kontrastfärgteorin framlades av den tyske fysiologen Ewald Hering. Enligt honom finns i ögats näthinna tre synsubstanser, som ger upphov till förnimmelse av svart/vitt, rött/grönt och blått/gult. Förminnelserna vitt, gult och grönt uppstår genom sönderdelning av respektive synsubstans, medan förnimmelserna av komplementfärgerna (kontrastfärgerna) svart, blått och rött uppstår genom återuppbyggnad av synsubstans.
Teorin förklarar bland annat de olika typerna av färgblindhet samt varför en röd fläck ger en grön efterbild, en blå en gul efterbild och en vit fläck en grå eller svart.
Stöd för teorin finns bland annat i mätningar av nervaktiviteten i ögat med hjälp av mikroelektroder (i princip små nålar som man kan avläsa elektriska spänningar/nervimpulser med.